# میلینکو موملک
میلینکو موملک (کرواتی: Miljenko Mumlek؛ زادهٔ ۲۱ نوامبر ۱۹۷۲) بازیکن فوتبال اهل کرواسی بود.
از باشگاه‌هایی که در آن بازی کرده‌است می‌توان به باشگاه فوتبال دینامو زاگرب، باشگاه فوتبال واراژدین، باشگاه فوتبال اسلاون بلوپو، و باشگاه فوتبال استاندارد لیژ اشاره کرد.
وی همچنین در تیم‌های ملی فوتبال زیر ۲۱ سال کرواسی و کرواسی بازی کرده‌است.